# Willemstad
Willemstad è una città di 103 119 abitanti, capitale di Curaçao, isola del mar dei Caraibi meridionali e nazione costitutiva del Regno dei Paesi Bassi. È un importante centro portuale, ma anche uno scalo turistico di fama internazionale. Il centro storico di Willemstad, che ospita la più antica sinagoga delle Americhe, è entrato nel 1997 a far parte dei Patrimoni dell'umanità dell'UNESCO. Fu fino al 2010 la capitale delle disciolte Antille Olandesi.

## Geografia fisica
La città è sita a sud-ovest dell'isola di Curaçao, lungo la costa del Mar dei Caraibi. Willemstad è divisa in due quartieri, Punda ed Otrobanda, separati dalla baia di Sant'Anna, un canale naturale che unisce il mare con la laguna di Schottegat.

## Storia
Punda venne costruita nel 1634, dopo che gli olandesi la presero dalla Spagna, dandole in principio il nome in olandese De Punt. In quello stesso anno fu fondata la città di Willemstad, così chiamata in onore di Guglielmo II d'Orange. Nel 1635 la Compagnia olandese delle Indie occidentali costruì il forte Amsterdam. Otrobanda, toponimo originato dallo spagnolo otra banda (altra sponda), venne fondata nel 1707 come nuovo settore cittadino ed è considerata come il settore culturale di Willemstad.
Nel 1915 la Shell aprì nei dintorni di Willemstad una raffineria che trasformò radicalmente l'economia isolana.

## Monumenti e luoghi d'interesse
- Cattedrale di Nostra Signora del Rosario, costruita nella seconda metà del XIX secolo.
- Sinagoga di Curaçao, la più antica sinagoga ancora esistente nelle Americhe.
- Fort Rif
- Fort Amsterdam
- Fort Nassau

## Società

### Religione
La città è sede della diocesi di Willemstad, istituita il 28 aprile 1958 e suffraganea dell'arcidiocesi di Porto di Spagna. È presente anche una piccola comunità ebraica.

## Cultura

### Istruzione

#### Musei
- Museo Marittimo di Curaçao
- Museo Kura Hulanda
- Museo Antropologico
- Museo della Numismatica

## Economia
Willemstad è un importante centro portuale, la cui importanza è principalmente legata alla presenza di grandi raffinerie, attualmente gestite dalla PDVSA, che lavorano il petrolio estratto nel vicino Venezuela. Nella città hanno sede numerose imprese finanziarie, il cui insediamento è favorito dalle politiche fiscali locali.

## Infrastrutture e trasporti

### Aeroporti
Willemstad è servita dall'Aeroporto Internazionale di Curaçao, situato a 12 km a nord-ovest del centro della città.

### Strade
Punda ed Otrabanda sono uniti dal Ponte Regina Emma, un ponte di barche che unisce i due quartieri. La maggior parte del traffico transita tuttavia sul moderno Ponte Regina Giuliana, inaugurato nel 1974.

## Galleria d'immagini

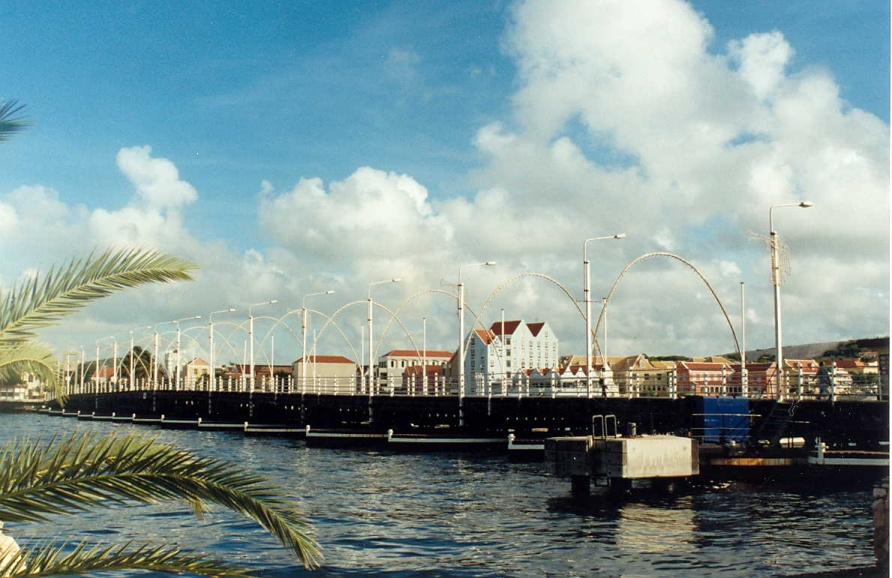
Ponte Regina Emma
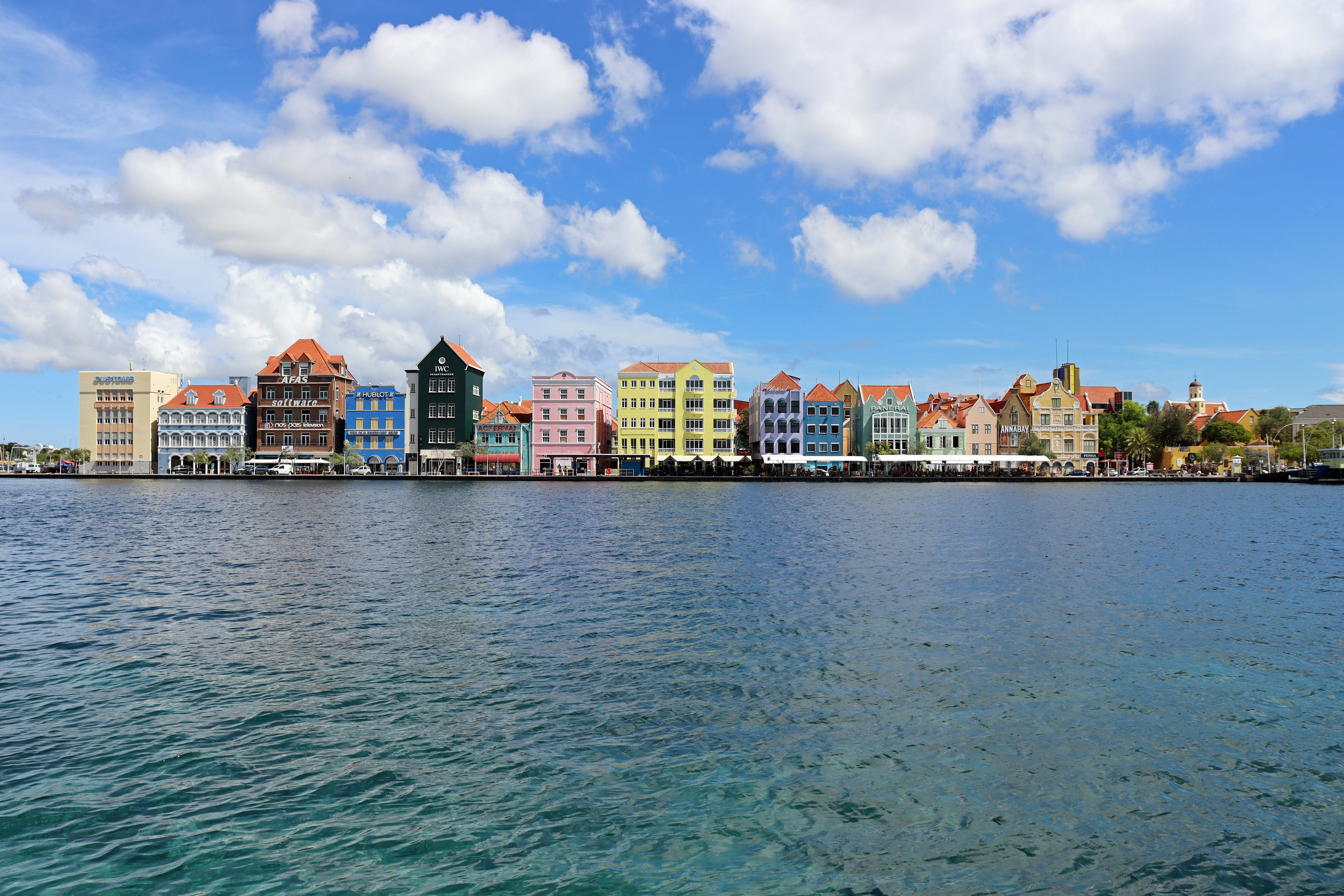
Handelskade
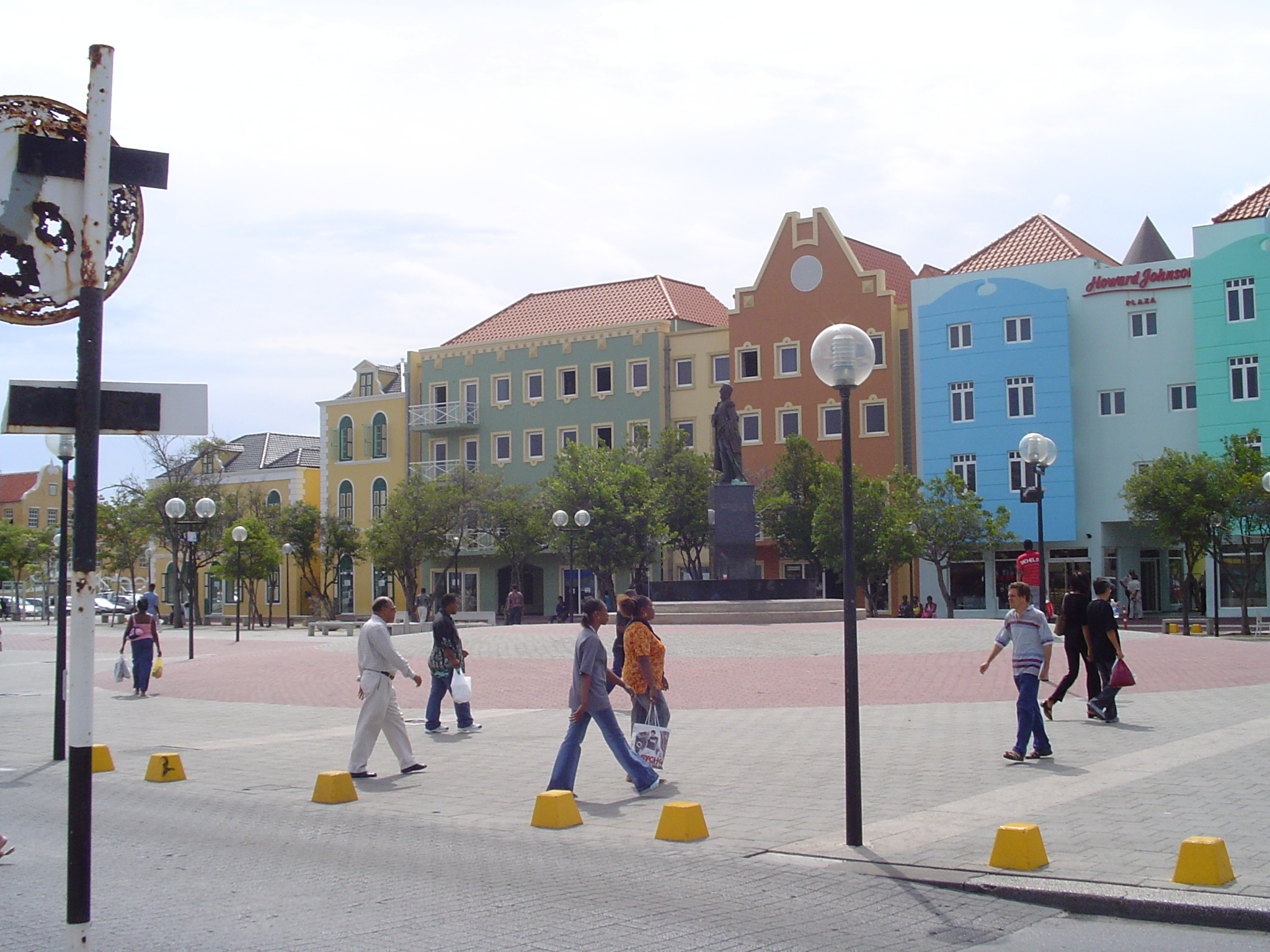
Brionplein
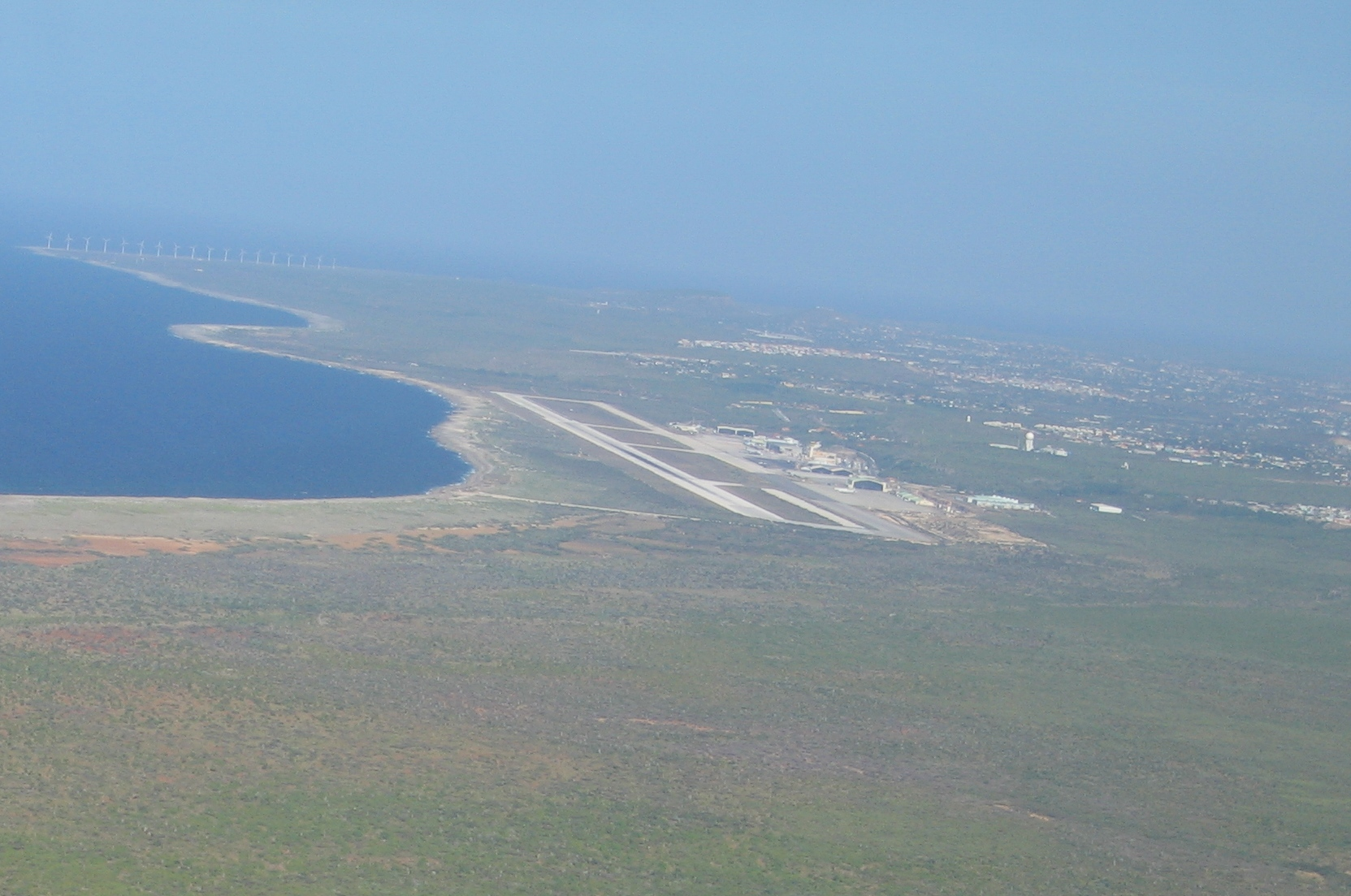
L'aeroporto di Hato
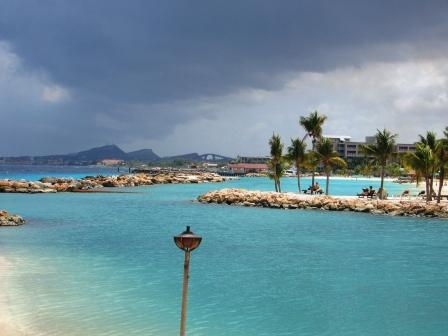
Area costiera
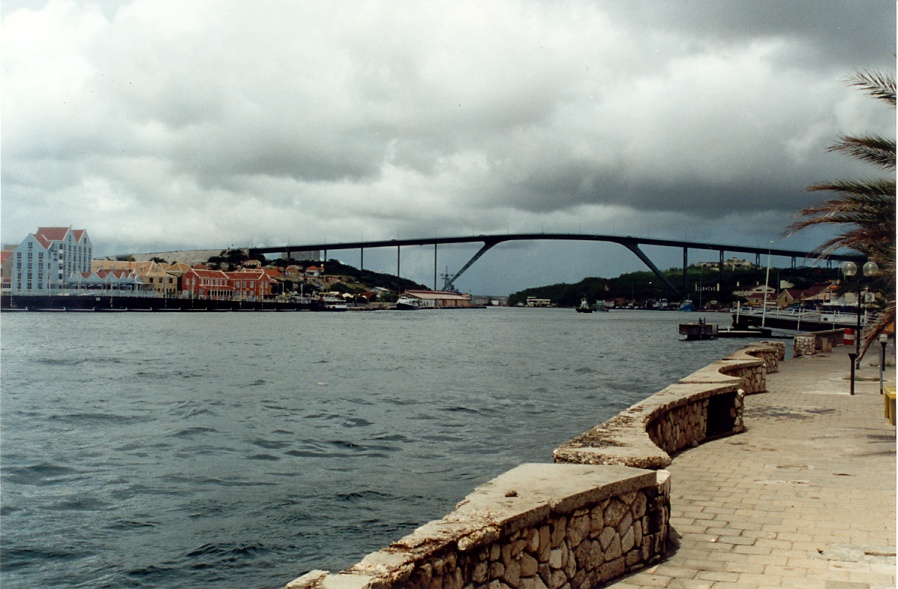
Ponte Regina Juliana
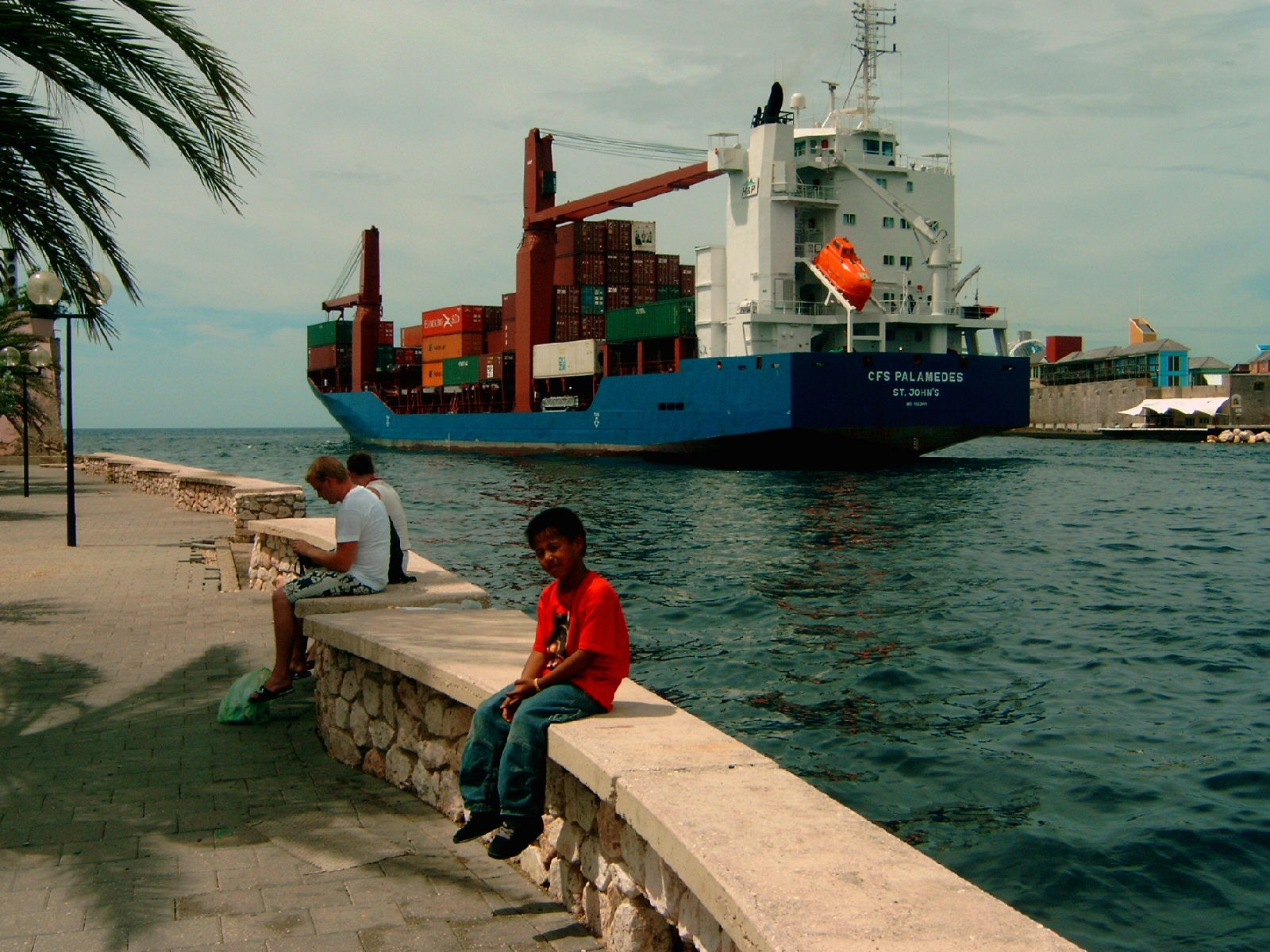
Il porto